# Laoszi kip
A laoszi kip (laoul: ກີບ) Laosz jelenlegi hivatalos pénzneme.

## Története
A kipet 1957-ben vezették be a francia-indokínai piaszter helyébe 1:1 arányban. Váltópénze ekkor a cent volt (1 kip = 100 cent). 10, 20 és 50 cent értékű alumíniumérméket bocsátottak ki 1952-es évszámmal, francia és lao nyelvű feliratokkal. A bankjegyeket Franciaországban nyomtatták 1, 5, 10, 50, 100, 500 (1955); 20, 200, 1000 (1963) 10, 1000, 5000 (1974-1975) kip címletekkel. Küllemre mind hasonlóak.
1976-ban valutareformot hajtottak végre, az átváltási arány 1 új kip = 20 régi kip. A forgalomba hozott bankjegyeket Kínában nyomtatták. Címletek: 1, 10, 20, 50, 100, 200 és 500 kip.
1979-ben újabb pénzreformot hajtottak végre, az ekkor kiadott új kip 100 régivel volt egyenlő. Laosz Kínát és Vietnámot csak késve követte a gazdasági nyitásban, ennek egyik első lépése az árfolyam-lebegtetés és 1988-as bevezetése, egyúttal a kipet konvertibilissé tették a legtöbb folyószámla-tranzakció tekintetében. A bankot egy új törvény papíron önállósággal ruházta fel, a valóságban azonban a kormány kézi irányítás alatt tartja. A kilencvenes években folyamatosan, de normális mértékben értékelődött le a valuta a dollárral szemben, de a laoszi infláció kisebb volt, mint legfontosabb gazdasági partneréé, Thaiföldé, aminek következménye az exportkilátások romlása lett. Ez nyomás alá helyezte a laoszi pénzpolitikát, különösen miután 1997 júliusától Thaiföld is lebegtetni kezdte a bátot. Az eredmény: 1995 után meglódult az infláció, az ázsiai pénzügyi válság hatására pedig háromszámjegyű lett az infláció. 2000-re stabilizálódott a helyzet, de a bizalom csökkent a kip iránt, és teret nyert mind az amerikai dollár, mind a bát használata a gazdasági életben.

## Érmék
1980-ban kezdték verni a ma is használatok érméket, de az 1991-es szovjet összeomlás okán kialakult infláció miatt értékük nagyon kicsi, így forgalomban nem találkozni velük.
| Kép    | Kép    | Névérték | Leírás            | Leírás                          | Leírás     | Kibocsátás dátuma |
| Előlap | Hátlap | Névérték | Előlap            | Hátlap                          | összetétel | Kibocsátás dátuma |
| ------ | ------ | -------- | ----------------- | ------------------------------- | ---------- | ----------------- |
|        |        | 10 att   | névérték, paraszt | Laosz címere (1975-1991 verzió) | Alumínium  | 1980              |
|        |        | 20 att   | névérték, paraszt | Laosz címere (1975-1991 verzió) | Alumínium  | 1980              |
|        |        | 50 att   | névérték, hal     | Laosz címere (1975-1991 verzió) | Alumínium  | 1980              |

## Bankjegyek

### 1976-os sorozat
2012 februárjában új 100 000 kipes bankjegyet bocsátottak ki, mivel az országban elterjedt az amerikai dollár és a thai bát használata, amit a nemzeti bank vissza akar szorítani.
| Kép    | Kép    | Névérték    | Méret       | Szín                      | Leírás                                                      | Leírás                                                    | Dátumok    | Dátumok     |
| Előlap | Hátlap | Névérték    | Méret       | Szín                      | Előlap                                                      | Hátlap                                                    | Kibocsátás | Visszavonás |
| ------ | ------ | ----------- | ----------- | ------------------------- | ----------------------------------------------------------- | --------------------------------------------------------- | ---------- | ----------- |
|        |        | 1 kip       | ?           | ?                         | katonák, milícia egység bal oldalon                         | osztályterem                                              | 1979       | forgalomban |
|        |        | 5 kip       | ?           | ?                         | vásárlás                                                    | munka elefánttal                                          | 1979       | forgalomban |
|        |        | 10 kip      | ?           | ?                         | Fűrészáru a bal oldalon, karok a jobb felső sarokban        | Orvosi jelenetek a bal oldalon                            | 1979       | forgalomban |
|        |        | 20 kip      | ?           | ?                         | Fegyverek bal oldalon, harckocsioszlop középen              | textilgyár                                                | 1979       | forgalomban |
|        |        | 50 kip      | ?           | ?                         | rízsültetvény                                               | vízerőmű                                                  | 1979       | forgalomban |
|        |        | 100 kip     | ?           | ?                         | aratás                                                      | híd                                                       | 1979       | forgalomban |
|        |        | 500 kip     | ?           | ?                         | modern öntözés                                              | Gyümölcsbetakarítás                                       | 1988       | forgalomban |
|        |        | 1000 kip    | ?           | ?                         | lao nők                                                     | szarvasmarha-csorda                                       | 2003       | forgalomban |
|        |        | 1000 kip    | ?           | ?                         | lao nők                                                     | szarvasmarha-csorda                                       | 2008       | forgalomban |
|        |        | 2000 kip    | 141 x 65 mm | ibolya                    | Kaysone Phomvihane elnök, Wat Xieng Thong Luang Prabang-ban | vízierőmű Seset-ben                                       | 1997       | forgalomban |
|        |        | 2000 kip    | 141 x 65 mm | ibolya                    | Kaysone Phomvihane elnök, Wat Xieng Thong Luang Prabang-ban | vízierőmű Seset-ben                                       | 2011       | forgalomban |
|        |        | 5 000 kip   | 152 x 68 mm | barna                     | Kaysone Phomvihane elnök; Pha That Luang                    | Cementgyár Vang Vieng-ben                                 | 2003       | forgalomban |
|        |        | 10 000 kip  | 153 x 72 mm | kék                       | Kaysone Phomvihane elnök; Pha That Luang                    | Mekong River Bridge                                       | 2003       | forgalomban |
|        |        | 20 000 kip  | 156 x 72 mm | barna, vörös              | Kaysone Phomvihane elnök; Haw Pra Keaw (Ho Phra Keo)        | Theun-Hinboun vízierőmű                                   | 2003       | forgalomban |
|        |        | 50 000 kip  | 152 x 68 mm | zöld, narancssárga, sárga | Kaysone Phomvihane elnök; Pha That Luang                    | elnöki palota                                             | 2004       | forgalomban |
|        |        | 100 000 kip | 152 x 68 mm | zöld, narancssárga, sárga | Kaysone Phomvihane elnök, Pha That Luang                    | Kaysone Phomevihane elnök szobra és múzeuma Vientiane-ban | 2011       | forgalomban |

### Emlékbankjegy
2010-ben 100 000 kipes emlékbankjegyet adtak ki Vientiane alapításának 450. évfordulója alkalmából.
|  |  | 100.000 kip | Sethathirath király szobra, Pha That Luang Vientiane-ban, Dok Champa virág és Naga-sárkány. | Ho Phra Keo-templom Vientiane-ban | 2010 |